# گوشچیموویتسه دروگیه
گوشچیموویتسه دروگیه (به لاتین: Gościmowice Drugie) یک روستا در لهستان است که در گمینا موشچنگتسا (استان ووتسکی) واقع شده‌است.